# Ski de fond aux Jeux olympiques
Le ski de fond est présent aux Jeux olympiques d'hiver depuis la première édition de ceux-ci, en 1924, à Chamonix-Mont-Blanc (France), avec au programme à l'époque deux épreuves masculines : 18 km et 50 km. Les femmes peuvent participer à leurs premiers J.O., à Oslo, en 1952. Selon le décompte des médailles olympiques par nation aux Jeux d'hiver, historiquement, dans cette discipline, ce sont les athlètes soviétiques, puis russes, et dans une moindre mesure italiens et allemands, qui arrivent le plus à remettre en cause la suprématie des Scandinaves et Finlandais sur les podiums. 

## Épreuves
Aujourd'hui, douze épreuves (six pour les hommes, six pour les femmes) sont proposées :
- sprint : tout d'abord un contre la montre oppose tous les fondeurs avec des départs toutes les 15 secondes, puis les seize premiers fondeurs s'affrontent par manches de quatre personnes, avec quarts de finale, demi-finales et enfin une finale qui, entre les quatre meilleurs fondeurs, détermine le podium.
- Sprint par équipes : deux demi-finales opposent dix équipes ou plus, puis les cinq meilleures se qualifient pour la finale qui compte donc dix équipes au total. Chaque équipe est composée de deux fondeurs qui, chacun leur tour, prendront trois fois le relais.
- Relais : une équipe de relais se compose de quatre fondeurs effectuant chacun à leur tour une étape du parcours.

## Évènements
• = Épreuves officielles, H = Hommes, F = Femmes
| Épreuve              | 1924 | 1928 | 1932 | 1936 | 1948 | 1952 | 1956 | 1960 | 1964 | 1968 | 1972 | 1976 | 1980 | 1984 | 1988 | 1992 | 1994 | 1998 | 2002 | 2006 | 2010 | 2014 | 2018 | 2022 |
| -------------------- | ---- | ---- | ---- | ---- | ---- | ---- | ---- | ---- | ---- | ---- | ---- | ---- | ---- | ---- | ---- | ---- | ---- | ---- | ---- | ---- | ---- | ---- | ---- | ---- |
| 1,5 km H Sprint      |      |      |      |      |      |      |      |      |      |      |      |      |      |      |      |      |      |      | •    | •    | •    | •    | •    | •    |
| Equipe H Sprint      |      |      |      |      |      |      |      |      |      |      |      |      |      |      |      |      |      |      |      | •    | •    | •    | •    | •    |
| 10 km H              |      |      |      |      |      |      |      |      |      |      |      |      |      |      |      | •    | •    | •    | •    |      |      |      |      |      |
| 18 km H puis 15 km H | •    | •    | •    | •    | •    | •    |      |      |      |      |      |      |      |      |      |      |      |      |      |      |      |      |      |      |
| 18 km H puis 15 km H |      |      |      |      |      |      | •    | •    | •    | •    | •    | •    | •    | •    | •    | •    | •    | •    | •    | •    | •    | •    | •    | •    |
| 30 km H              |      |      |      |      |      |      | •    | •    | •    | •    | •    | •    | •    | •    | •    | •    | •    | •    | •    | •    | •    | •    | •    | •    |
| 50 km H              | •    | •    | •    | •    | •    | •    | •    | •    | •    | •    | •    | •    | •    | •    | •    | •    | •    | •    | •    | •    | •    | •    | •    | •    |
| 4 × 10 km H          |      |      |      | •    | •    | •    | •    | •    | •    | •    | •    | •    | •    | •    | •    | •    | •    | •    | •    | •    | •    | •    | •    | •    |
| 1,5 km F Sprint      |      |      |      |      |      |      |      |      |      |      |      |      |      |      |      |      |      |      | •    | •    | •    | •    | •    | •    |
| Equipe F Sprint      |      |      |      |      |      |      |      |      |      |      |      |      |      |      |      |      |      |      |      | •    | •    | •    | •    | •    |
| 5 km F               |      |      |      |      |      |      |      | •    |      | •    | •    | •    | •    | •    | •    | •    | •    | •    | •    |      |      |      |      |      |
| 10 km F              |      |      |      |      |      | •    | •    | •    | •    | •    | •    | •    | •    | •    | •    | •    | •    | •    | •    | •    | •    | •    | •    | •    |
| 15 km F              |      |      |      |      |      |      |      |      |      |      |      |      |      |      |      | •    | •    | •    | •    | •    | •    | •    | •    | •    |
| 30 km F              |      |      |      |      |      |      |      |      |      |      |      |      |      | •    | •    | •    | •    | •    | •    | •    | •    | •    | •    | •    |
| 4 × 5 km F           |      |      |      |      |      |      | •    | •    | •    | •    | •    | •    | •    | •    | •    | •    | •    | •    | •    | •    | •    | •    | •    | •    |

## Nations présentes
Entre 1924 et 2018, maints athlètes en provenance de plus de soixante nations différentes ont participé aux épreuves de ski de fond des Jeux olympiques.
| Édition                                                | 24 | 28 | 32 | 36 | 48 | 52 | 56 | 60 | 64 | 68 | 72 | 76 | 80 | 84 | 88 | 92 | 94 | 98 | 02 | 06 | 10 | 14 | 18 |
| ------------------------------------------------------ | -- | -- | -- | -- | -- | -- | -- | -- | -- | -- | -- | -- | -- | -- | -- | -- | -- | -- | -- | -- | -- | -- | -- |
| Nombre de nations présentes en ski de fond par édition | 11 | 15 | 11 | 22 | 15 | 19 | 20 | 19 | 24 | 25 | 19 | 24 | 24 | 32 | 35 | 40 | 35 | 37 | 44 | 53 | 55 | 54 | 65 |

## Tableau des médailles
Le tableau ci-dessous présente le bilan, par nations, des médailles obtenues en ski de fond lors des Jeux olympiques d'hiver, de 1924 à 2022. Le rang est obtenu par le décompte des médailles d'or, puis en cas d'ex æquo, des médailles d'argent, puis de bronze.
| Rang  | Nation                        | Or  | Argent | Bronze | Total |
| ----- | ----------------------------- | --- | ------ | ------ | ----- |
| 1     | Norvège                       | 52  | 43     | 34     | 129   |
| 2     | Suède                         | 32  | 27     | 25     | 84    |
| 3     | Union soviétique              | 25  | 22     | 21     | 68    |
| 4     | Finlande                      | 22  | 27     | 37     | 86    |
| 5     | Russie                        | 14  | 10     | 9      | 33    |
| 6     | Italie                        | 9   | 14     | 13     | 36    |
| 7     | ROC                           | 4   | 4      | 3      | 11    |
| 8     | Estonie                       | 4   | 2      | 1      | 7     |
| 9     | Suisse                        | 4   | 0      | 4      | 8     |
| 10    | Allemagne                     | 3   | 10     | 4      | 17    |
| 11    | Équipe unifiée de l'ex-URSS   | 3   | 2      | 4      | 9     |
| 12    | Pologne                       | 2   | 1      | 2      | 5     |
| 13    | Allemagne de l'Est            | 2   | 1      | 1      | 4     |
| 14    | Canada                        | 2   | 1      | 0      | 3     |
| 15    | République tchèque            | 1   | 5      | 3      | 9     |
| 16    | Autriche                      | 1   | 2      | 3      | 6     |
| 17    | États-Unis                    | 1   | 2      | 1      | 4     |
| 17    | Kazakhstan                    | 1   | 2      | 1      | 4     |
| 19    | Athlètes olympiques de Russie | 0   | 3      | 5      | 8     |
| 20    | France                        | 0   | 1      | 4      | 5     |
| 20    | Tchécoslovaquie               | 0   | 1      | 4      | 5     |
| 22    | Slovénie                      | 0   | 0      | 2      | 2     |
| 23    | Bulgarie                      | 0   | 0      | 1      | 1     |
| Total | Total                         | 182 | 180    | 182    | 544   |